# 64291 Anglee
64291 Anglee è un asteroide della fascia principale. Scoperto nel 2001, presenta un'orbita caratterizzata da un semiasse maggiore pari a 2,7045469 UA e da un'eccentricità di 0,0480471, inclinata di 4,72635° rispetto all'eclittica.